# Colias arida
Colias arida  é uma borboleta da família Pieridae encontradas no Tibete ocidental e na China.

## Taxonomia
Tratada como uma forma de Colias eogene por Röber, e descrita como "mais pálido do que eogene...". Ela foi aceita como uma espécie por Grieshuber & Lamas, em 2007.

## Subespécies
Listadas em ordem alfabética:
- C. um. arida
- C. um. cakana Rosa & Schulte, 1992
- C. um. muetingi Rosa & Schulte, 1992
- C. um. wanda Grum-Grshimailo, 1893